# 賽伯邑章
《賽伯邑章》（阿拉伯語：سبأ，saba’）是《古蘭經》的第34章（蘇拉），共54節（阿亞）。本章講述了蘇萊曼與達伍德的事蹟、示巴族人的故事，並對不信道者提出警告，同時提及審判日的應許。關於啟示背景（asbāb al-nuzūl），本章屬於早期麥加篇章，即在麥加而非後來的麥地那降示。

## 概述

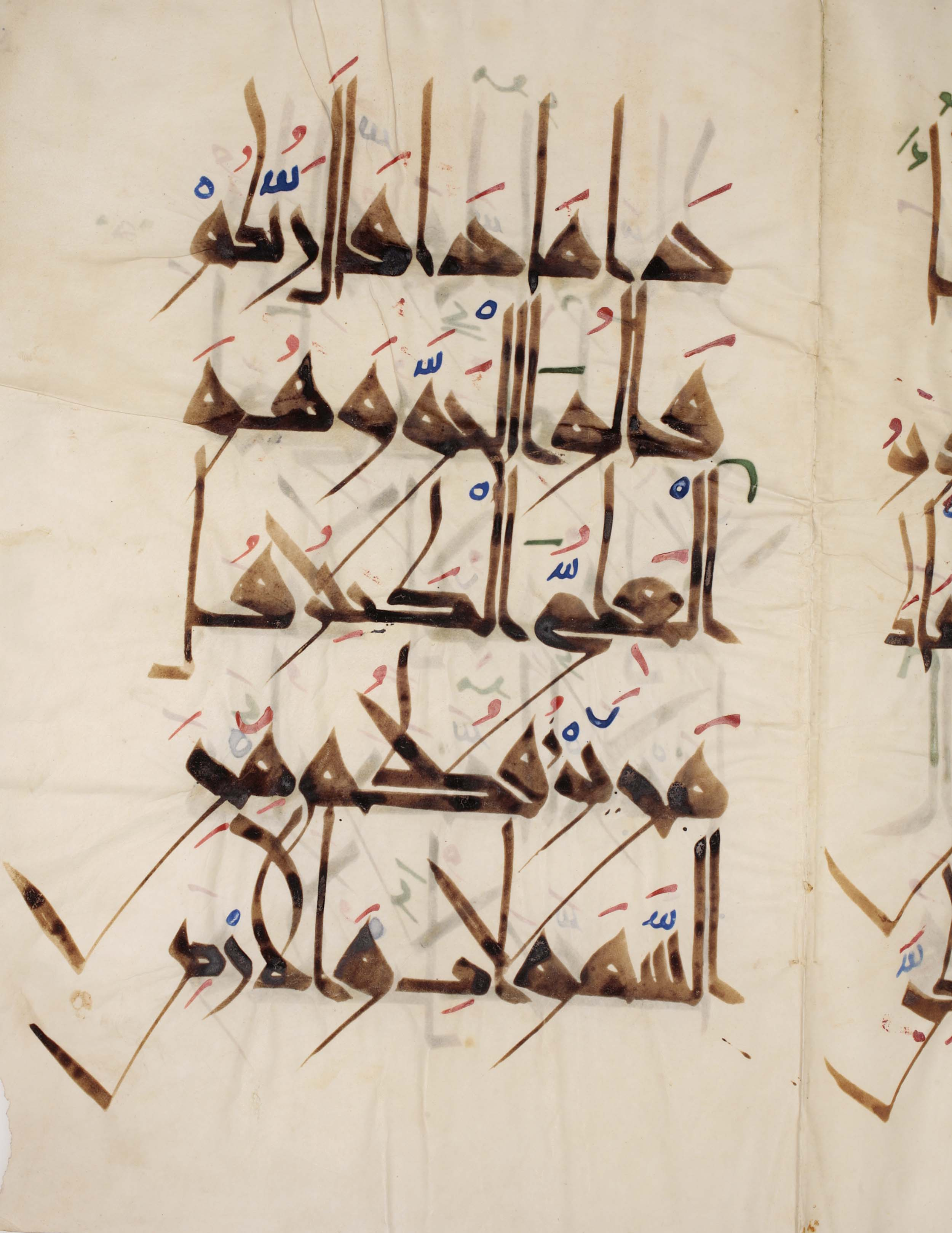
11世紀北非手抄本中的賽伯邑章頁，伊斯蘭藝術哈利利收藏

本章以「一切讚頌全歸真主」（Alhamdulillah）開篇，這是古蘭經中五個以此開頭的章節之一，其餘四章為《開端章》、《牲畜章》、《山洞章》與《創造者章》。 首兩節強調真主的至高無上與全能。 隨後經文（3–9節）批評不信道者否認復活、審判日及穆罕默德的使命。 第9節還提到宇宙的秩序作為真主全能的證據。 接下來的經文（10–14節）簡述達伍德和蘇萊曼的事蹟，二者皆為伊斯蘭的先知。
15–19節講述本章名稱所指的示巴族人的故事。 該故事基於古代生活在也門中部低地的賽伯邑人。 經文描述他們原先是繁榮的民族，但因背棄對真主的崇拜與感恩，最終遭洪水懲罰。 此故事被視為對世俗傲慢的警告。 閃米特語文學家A·F·L·比斯頓認為，故事中的「左右兩園」（第15節）可能指馬里卜綠洲的賽伯邑人定居於河谷兩側的景況。 比斯頓、法國國家科學研究中心研究員傑雷米·希特卡特及《古蘭經研究》註解均指出，洪水對應當地灌溉系統的崩潰。 相關水壩遺跡的銘文可追溯至約450–540年，《古蘭經研究》進一步認為「阿林洪水」中的「阿林」（ʿ-r-m）對應銘文中指代水壩系統的詞根。
本章其餘部分討論多項主題，包括易卜劣斯（伊斯蘭傳統中的魔鬼）的本質、對拒絕伊斯蘭訊息者的挑戰、審判日將臨的後果，以及穆罕默德使命的性質。

## 經文摘要
- 1-2節 讚頌全知與主宰萬物的真主
- 3節 不信道者無法逃脫審判日
- 4-5節 信士的獎賞與不信者的懲罰必然實現
- 6節 部分猶太人承認古蘭經為真主的啟示
- 7節 古萊氏族嘲諷復活教義
- 8節 穆罕默德被誣為偽造古蘭經的瘋子
- 8-9節 對不信道者的神聖警告
- 10-11節 達伍德獲真主賜予恩典與知識
- 12節 蘇萊曼獲得掌控風與精靈的權柄
- 13節 精靈為蘇萊曼建造宮殿與雕像等
- 14節 蘇萊曼之死對精靈隱瞞
- 15-16節 示巴族人背叛真主而遭懲罰
- 19節 他們因貪婪而流散
- 20節 除少數信士外，眾人追隨易卜劣斯
- 21節 偶像崇拜者虛構神靈
- 22節 審判日唯獲許可者能說情
- 23-26節 仁慈的真主將裁決信士與不信者的分歧
- 27節 穆罕默德被派為世人的警告者
- 28-29節 審判日不信者將面臨真主的懲罰
- 30-32節 審判日偶像崇拜者與其領袖互相敵視
- 33節 先知的使命常遭富貴者反對
- 34-35節 麥加人徒然誇耀財富
- 36節 唯正直者得救
- 37節 穆罕默德的反對者將受罰
- 38節 真主回報施捨者
- 39-40節 天使否認受崇拜
- 41節 審判日偶像崇拜者無法互助
- 42節 不信者稱穆罕默德偽造經文與褻瀆
- 43-44節 麥加人如前人般拒絕先知，將受同等懲罰
- 45-49節 穆罕默德申明其主張的真實性
- 50-54節 不信者後悔時已無濟於事 [9]

## 啟示背景
本章降示於麥加時期，屬於麥加篇章。部分古蘭經註釋家如阿赫邁德·本·阿吉巴、馬哈茂德·阿盧西、伊本·焦濟與古爾圖比認為，第6節例外，屬於麥地那篇章。

## 章名由來
章名「賽伯邑」指古蘭經與聖經中提到的示巴王國。15–21節雖提及示巴，但可能非著名的示巴女王時期，而是同一地區後期的族群。 東方學家比斯頓與希特卡特認為，經文中的族群即馬里卜谷地的賽伯邑人。

### 引用
1. ↑  The Study Quran，第1043, v. 1註釋頁.
2. 1 2 3 4 5 6 7 8  The Study Quran，第1042頁.
3. ↑  The Study Quran，第1043–1044, vv. 5–9註釋頁.
4. ↑  The Study Quran，第1044–1045, v. 9註釋頁.
5. 1 2 3  Schiettecatte 2016.
6. ↑  Beeston 1995，第663頁.
7. 1 2 3  The Study Quran，第1045–1046, vv. 15–17註釋頁.
8. 1 2 3 4  Beeston 1995，第665頁.
9. ↑  Wherry, Elwood Morris. . London: Kegan Paul, Trench, Trubner, and Co. 1896.  本文含有此來源中屬於公有领域的内容。
10. ↑  The Study Quran，第1046, v. 15註釋頁.

### 書目
- 賽義德·侯賽因·納斯爾; Caner K. Dagli; Maria Massi Dakake; Joseph E.B. Lumbard; Mohammed Rustom (编). . 紐約: HarperCollins. 2015. ISBN 978-0-06-112586-7.
- 比斯頓, A·F·L·. . . 萊頓: 布里爾: 663–665. 1995. ISBN 90-04-09834-8. doi:10.1163/2214-871X_ei1_SIM_5004.
- 希特卡特, 傑雷米.  (PDF). . John Wiley & Sons: 1. 2016. ISBN 9781405179355. doi:10.1002/9781444338386.wbeah30170.

## 外部連結
- 古蘭經第34章 清晰古蘭經譯本
- 34:20，50餘種譯本，islamawakened.com